# Araeopsylla lumareti
Araeopsylla lumareti är en loppart som beskrevs av Smit 1958. Araeopsylla lumareti ingår i släktet Araeopsylla och familjen fladdermusloppor. Inga underarter finns listade i Catalogue of Life.